# Nisída Álogo
Nisída Álogo är en ö i Grekland.   Den ligger i prefekturen Nomós Lésvou och regionen Nordegeiska öarna, i den östra delen av landet, 250 km nordost om huvudstaden Aten. Arean är 0,43 kvadratkilometer.
Terrängen på Nisída Álogo är platt. Öns högsta punkt är 24 meter över havet. Den sträcker sig 1,1 kilometer i nord-sydlig riktning, och 0,9 kilometer i öst-västlig riktning.